# Orion Publishing Group
Orion Publishing Group Ltd. es una empresa editorial de libros con sede en el Reino Unido fundada en 1991. En su proceso de expansión adquirió Weidenfeld & Nicolson en 1992. El grupo ha publicado numerosos libros superventas de autores notables como Ian Rankin, Michael Connelly, Nemir Kirdar y Quentin Tarantino.  Orion adquirió un centro de almacenamiento y distribución llamado Littlehampton Book Services, con sede en Sussex. En diciembre de 1998, Orion adquirió la editorial Cassell & Co, cuyos sellos incluían a Victor Gollancz Ltd. El capital social mayoritario de Orion se vendió a Hachette Livre en 1998, antes de que Hachette Livre se convirtiera en su único propietario en 2003. Después de adquirir Headline Publishing Group, Hachette UK se convirtió en el componente individual más grande de Orion Publishing Group.
Los sellos editoriales del grupo Orion incluyen Allen & Unwin, Cassell's National Library, Weidenfeld & Nicolson, Victor Gollancz Ltd. entre otros.